# Sydkoreas ambassad i Stockholm
Sydkoreas ambassad i Stockholm (även Sydkoreanska ambassaden) är Sydkoreas diplomatiska representation i Sverige. Sverige upprättade diplomatiska förbindelser med Sydkorea 1959. Ambassaden i Stockholm öppnade 1964. Ambassadör sedan 2021 är Ha Tae-youk. Diplomatkoden på beskickningens bilar är AZ.

## Fastigheter
Ambassaden är sedan 1993 belägen i Tillbergska villan på Laboratoriegatan 10 i Diplomatstaden, Stockholm. Ambassaden disponerar även Villa Wikström vid Dag Hammarskjölds väg 22 i Diplomatstaden, eventuellt som den sydkoreanske ambassadörens residens.

## Beskickningschefer
| Namn            | Period    | Funktion   | Anmärkning |
| --------------- | --------- | ---------- | ---------- |
| Yu Jae-hung     | 1963-1967 | Ambassadör |            |
| Eom Seock-jeong | 2011-2015 | Ambassadör |            |
| Nam Gwan-pyo    | 2015-2018 | Ambassadör |            |
| Lee Jeong-kyu   | 2018-2021 | Ambassadör |            |
| Ha Tae-youk     | 2021-2022 | Ambassadör |            |
| Chung Byung-won | 2023-idag | Ambassadör |            |